# 솔렌투나시

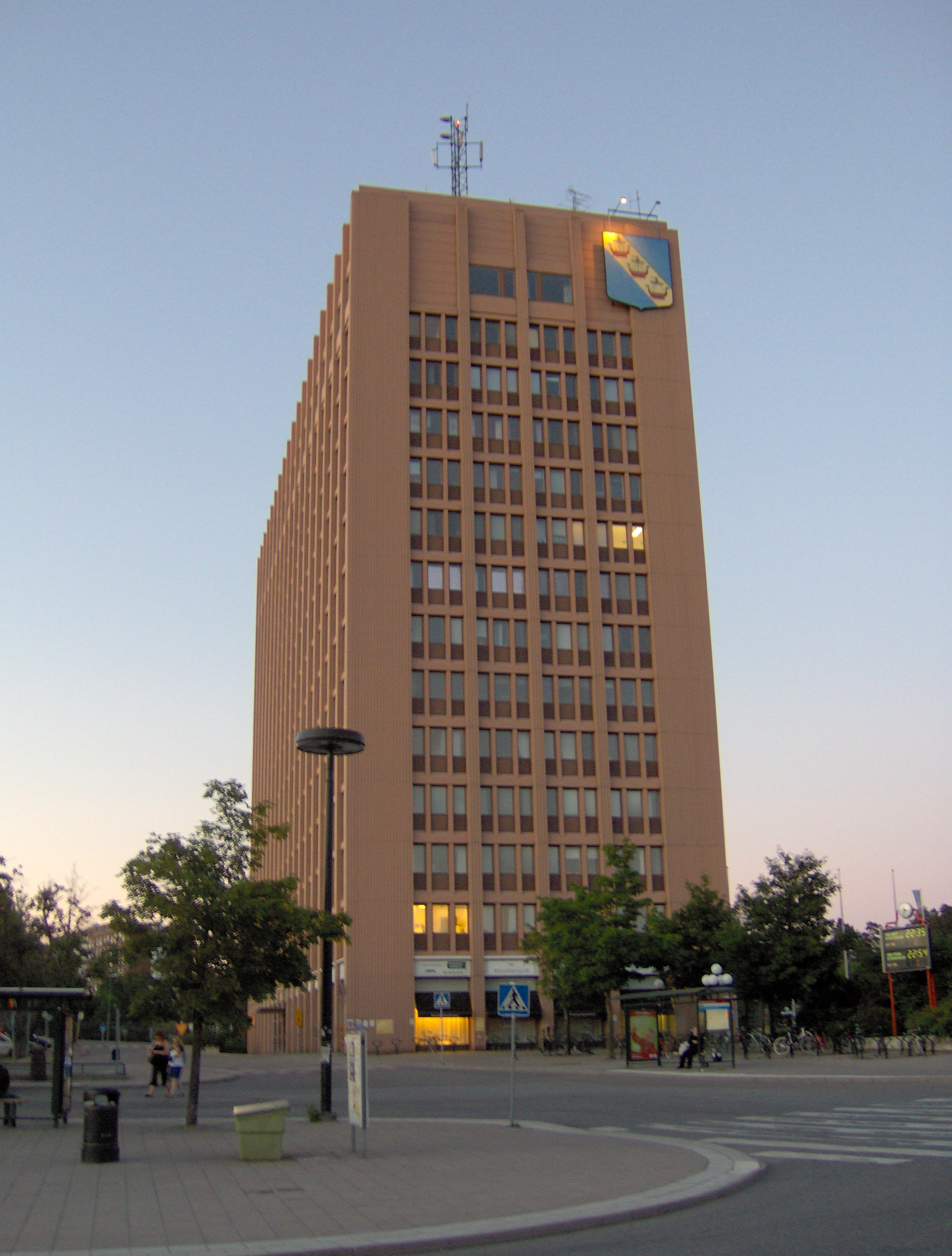
솔렌투나 시청

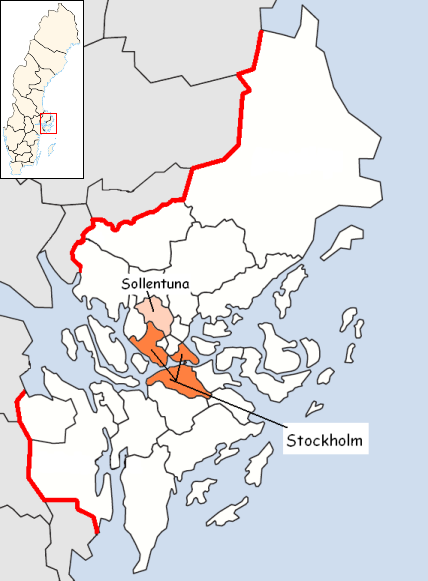
솔렌투나시의 위치

솔렌투나시(스웨덴어: Sollentuna kommun)는 스웨덴 스톡홀름주의 지방 자치체로 행정 중심지는 투레베리이며 면적은 57.98km2, 인구는 70,748명(2016년 6월 30일 기준), 인구 밀도는 1,200명/km2이다.

시 문장

## 자매 도시
- 덴마크 흐비도우레시
- 핀란드 투술라
- 노르웨이 오페고르